# Luciano Pacomio
Luciano Pacomio (Villanova Monferrato, 4 novembre 1941) è un vescovo cattolico italiano, dal 29 settembre 2017 vescovo emerito di Mondovì.

## Biografia
Nasce a Villanova Monferrato, in provincia di Alessandria e diocesi di Casale Monferrato, il 4 novembre 1941.

### Formazione e ministero sacerdotale
Frequenta il seminario diocesano di Casale Monferrato.
Il 20 dicembre 1964 è ordinato diacono dal vescovo Giuseppe Angrisani che, il 29 giugno 1965, lo ordina anche presbitero.
Dopo l'ordinazione è prefetto nel seminario diocesano e continua gli studi, conseguendo il baccellierato in teologia presso la Facoltà teologica dell'Italia settentrionale, nel giugno 1966. Prosegue poi gli studi presso la Pontificia Università Gregoriana di Roma, dove consegue la licenza in teologia e, infine, presso la Pontificia Università Lateranense di Roma, dove consegue il dottorato in teologia. Ottiene, nel 1971, la licenza in Scienze bibliche al Pontificio Istituto Biblico di Roma e presso l'Università degli studi di Torino la laurea in Lettere e Filosofia nel 1972.
Dal 1968 al 1971 è docente di teologia sistematica e Sacra Scrittura al seminario interdiocesano di Vercelli. Nel 1971 è nominato delegato vescovile per la scuola e la cultura, mentre dal 1972 al 1978 ricopre l'incarico di rettore del seminario diocesano di Casale Monferrato e insegnante di Sacra Scrittura al seminario di Novara. Dal 1980 al 1983 è direttore dell'Istituto regionale piemontese di pastorale.
Nel 1984 diviene rettore dell'Almo collegio Capranica di Roma; in seguito diventa canonico della basilica di Santa Maria Maggiore e membro del consiglio presbiterale di Roma. È membro del Centro Azione Liturgica e docente presso la Pontificia università urbaniana. Autore e curatore di circa un centinaio di pubblicazioni di carattere biblico, teologico e pastorale, è consulente editoriale di Edizione Piemme di Casale Monferrato. È stato anche commentatore RAI in trasmissioni a tema religioso.

### Ministero episcopale

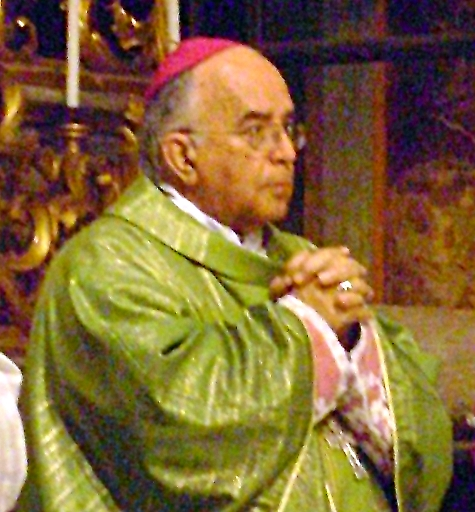
Mons. Pacomio nel duomo di Ceva, l'8 ottobre 2011.

Il 3 dicembre 1996 papa Giovanni Paolo II lo nomina vescovo di Mondovì; succede ad Enrico Masseroni, precedentemente nominato arcivescovo metropolita di Vercelli. Il 6 gennaio 1997 riceve l'ordinazione episcopale, nella basilica di San Pietro in Vaticano, per imposizione delle mani dello stesso pontefice, co-consacranti gli arcivescovi Giovanni Battista Re (poi cardinale) e Myroslav Marusyn. Il 2 febbraio seguente prende possesso della diocesi.
Il 29 settembre 2017 papa Francesco accoglie la sua rinuncia al governo pastorale della diocesi di Mondovì per raggiunti limiti di età; gli succede Egidio Miragoli, del clero di Lodi. Rimane amministratore apostolico della diocesi fino all'ingresso del successore, avvenuto l'8 dicembre seguente.

## Genealogia episcopale
La genealogia episcopale è:
- Cardinale Scipione Rebiba
- Cardinale Giulio Antonio Santori
- Cardinale Girolamo Bernerio, O.P.
- Arcivescovo Galeazzo Sanvitale
- Cardinale Ludovico Ludovisi
- Cardinale Luigi Caetani
- Cardinale Ulderico Carpegna
- Cardinale Paluzzo Paluzzi Altieri degli Albertoni
- Papa Benedetto XIII
- Papa Benedetto XIV
- Papa Clemente XIII
- Cardinale Enrico Benedetto Stuart
- Papa Leone XII
- Cardinale Chiarissimo Falconieri Mellini
- Cardinale Camillo Di Pietro
- Cardinale Mieczysław Halka Ledóchowski
- Cardinale Jan Maurycy Paweł Puzyna de Kosielsko
- Arcivescovo Józef Bilczewski
- Arcivescovo Bolesław Twardowski
- Arcivescovo Eugeniusz Baziak
- Papa Giovanni Paolo II
- Vescovo Luciano Pacomio